# Rothof (Rottendorf)

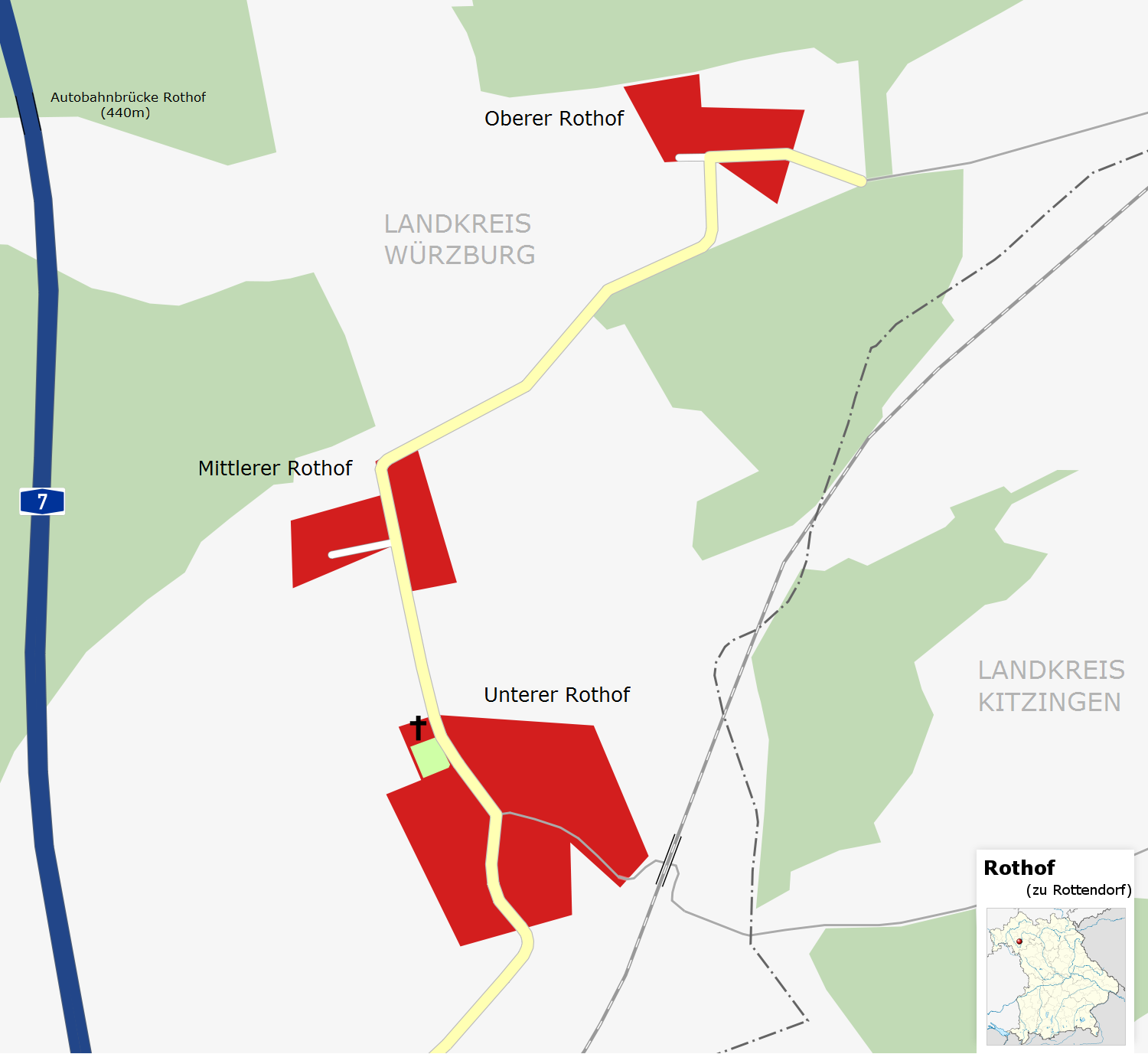
Karte des Gemeindeteils

Rothof ist ein Gemeindeteil der Gemeinde Rottendorf im Landkreis Würzburg (Unterfranken, Bayern). Er besteht aus den Weilern unterer, oberer und mittlerer Rothof, wobei letzterer erst knapp vor dem Zweiten Weltkrieg entstand.
Der 1144 erstmals urkundlich erwähnte Name Rothof bedeutet wahrscheinlich Rodungshof. Nach den Herren von Espenvelt (Estenfeld) ging der Rothof an Würzburger Bürger und dann an die Kartause Engelgarten. 1582 erwarb Bischof Julius Echter von Mespelbrunn den Rothof für seine Stiftung Juliusspital. Nachdem es verwaltungs-, schul- und kirchenmäßig vorher nach Estenfeld ausgerichtet war, wurde Rothof 1803 nach Rottendorf eingemeindet. 1937 wurden Familien vornehmlich aus Hundsfeld bei Hammelburg und Wildflecken, die ihre Felder an Truppenübungsplätze verloren hatten, angesiedelt und blieben dort, auch nachdem 1950 ein „Neu-Hundsfelder Wiederbesiedlungsprogamm“ existierte, beheimatet. 1958 wurde die den Heiligen Kosmas und Damian geweihte Kirche fertiggestellt.
Die Verbindungsstraße nach Rottendorf war ein in den 1960er Jahren asphaltierter Feldweg mit Geschwindigkeitsbeschränkung und hohem Reparaturbedarf. Sie wurde etwa 50 Jahre danach südlich der alten Trasse neu errichtet. Des Weiteren existiert noch eine Straßenverbindung zum Dettelbacher Stadtteil Effeldorf. Die BAB 7 und die Bahnstrecken Rottendorf – Schweinfurt sowie Rottendorf – Nürnberg sind in Sichtweite, aber ohne Anbindung.